# Pleitmonopolie
Het pleitmonopolie komt in België toe aan de advocaten. Het pleitmonopolie houdt in dat alleen de advocaten het recht hebben om te pleiten voor alle hoven en rechtbanken van het land. Het pleitmonopolie staat in artikel 440 van het Gerechtelijk Wetboek (Ger.W.).

## Uitzonderingen
Op die regel bestaan uitzonderingen. Deze zijn:
Zichzelf verdedigenIn principe mag iedereen zichzelf verdedigen (art. 728, §1 Ger.W.). Het recht en de procedures zijn echter heel complex, zodat het aan te raden is zich te laten vertegenwoordigen door een professioneel verdediger.
Vertegenwoordiging en bijstand door advocaatIedereen mag een beroep doen op een advocaat (art. 728, §1 Ger.W.). Uitzonderlijk is een beroep op een advocaat verplicht: in burgerlijke zaken voor het Hof van Cassatie kunnen enkel advocaten bij het Hof van Cassatie optreden. Dat is dan weer niet verplicht voor een burgerlijke partij in strafzaken (art. 478 Ger.W.).
Vertegenwoordiging door familielidIedereen mag zich door een familielid laten vertegenwoordigen: een echtgenoot, een wettelijk samenwonende of een bloed- of aanverwant. Het familielid moet wel een schriftelijke volmacht hebben en de rechter moet de vertegenwoordiging toelaten. Bovendien is vertegenwoordiging van een familielid enkel mogelijk voor de vrederechter, de ondernemingsrechtbank en de arbeidsrechtbank (art. 728, §2 Ger.W.).
Vertegenwoordiging door volmachtdrager van vakbondDe vakbonden hebben mensen in dienst die arbeiders en bedienden mogen vertegenwoordigen in rechtszaken voor de arbeidsrechtbank of het arbeidshof. De volmachtdrager moet een schriftelijke volmacht hebben (art. 728, §3, eerste lid Ger.W.).
Vertegenwoordiging door volmachtdrager van zelfstandigenorganisatieZelfstandigen mogen in procedures voor de arbeidsrechtbank vertegenwoordigd worden door mensen die voor zelfstandigenorganisaties werken. Zij hebben dan ook een schriftelijk volmacht nodig (art. 728, §3, tweede lid Ger.W.).
Vertegenwoordiging in OCMW-zakenIn OCMW-zaken kan iemand vertegenwoordigd worden door een afgevaardigde van een maatschappelijke organisatie (art. 728, §3, derde lid 3 Ger.W.). Het OCMW doet beroep op een advocaat of een afgevaardigd (personeels)lid. De minister voor Maatschappelijk Welzijn kan zich laten vertegenwoordigen door een ambtenaar (art. 728, §3, vierde lid Ger.W.).
Vertegenwoordiging door bij internationale kindontvoeringIn sommige gevallen kan iemand in een zaak over internationale kindontvoering voor de familierechtbank vertegenwoordigd worden door het openbaar ministerie (art. 728, §5 en artikel 1322quinquies, eerste lid Ger.W.).